# Nikolaï Ryssakov
Nikolaï Ivanovitch Ryssakov (en russe : Николай Иванович Рысаков), né en 1861 et mort pendu le 1er avril 1881, est un militant révolutionnaire russe membre du mouvement Narodnaïa Volia. Il participa à l'attentat qui tua le tsar Alexandre II de Russie. 

## Biographie
Nikolaï Ryssakov rejoint le mouvement Narodnaïa Volia en 1879, quand il était étudiant à l'Institut de génie minier de Saint-Pétersbourg.
En février 1881, il est participa à la préparation de l'attentat qui coûta la vie au tsar Alexandre II de Russie. Il eut pour rôle, de lancer la première bombe qui devait théoriquement tuer le tsar, mais sa bombe explosa sous les chevaux et renversèrent le carrosse du tsar sans pour autant le tuer. L'explosion tua néanmoins un garde cosaque ainsi qu'un passant et blessa grièvement deux autres gardes cosaques. Nikolaï Ryssakov, lui-même, fut projeté en arrière avec le souffle de l'explosion. Il fut aussitôt arrêté par la garde impériale. Le tsar fut tué quelques instants plus tard par l'explosion d'une seconde bombe.
Nikolaï Ryssakov fut emmené par les agents de la sécurité et interrogé. Il essaya de coopérer avec les enquêteurs en leur donnant de précieuses informations sur ses complices, espérant ainsi sauver sa tête. Mais il n'en fut rien, lui et les autres participants Pervomartovtsi, furent tous condamnés à mort par pendaison pour régicide. Le 3 avril 1881, il fut pendu le dernier en raison de sa trahison.   